# Tombroek
Tombroek (Frans: Tombrouck) is een gehucht op de grens van de Belgische gemeenten Kortrijk en Moeskroen. Het ligt op de grens van de Kortrijkse deelgemeente Rollegem, in de Vlaamse provincie West-Vlaanderen, en de Moeskroense deelgemeente Lowingen (Luingne), in de Waalse provincie Henegouwen. Het ligt twee kilometer ten zuiden van het dorpscentrum van Rollegem. Tombroek is een landelijk gehucht, al wordt het gebied ten westen tegenwoordig ingenomen door de Moeskroense industriezone.

## Geschiedenis

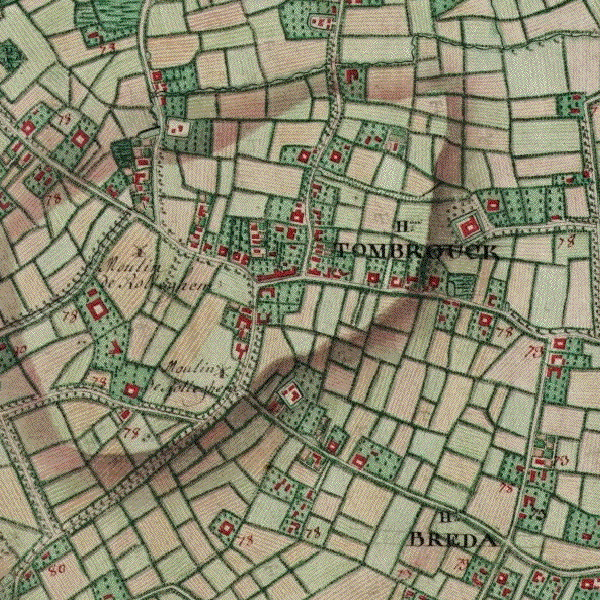
Tombroek op de Ferrariskaart.

De naam Tombroek is afgeleid van "tumba" of grafheuvel en "broek" of moeras. Oude vermeldingen van de plaats gaan terug tot de 17de eeuw. Op de Ferrariskaart uit de jaren 1770 staat de plaats als het gehucht Tombrouck aangeduid. In de buurt stonden twee windmolens, de Tombroekmolen en de Hoge Molen. In Tombroek zouden vroeger calvinisten en stevenisten gewoond hebben.
In de eerste helft van de 20ste eeuw liep de tramlijn Kortrijk-Moeskroen langs Tombroek. Het gehucht lag volledig in de provincie West-Vlaanderen tot, bij de officiële vastlegging van de taalgrens, Lowingen en Moeskroen in 1963 bij Henegouwen werden ondergebracht en Tombroek zo op de provinciegrens, en later ook gewestgrens, kwam te liggen.

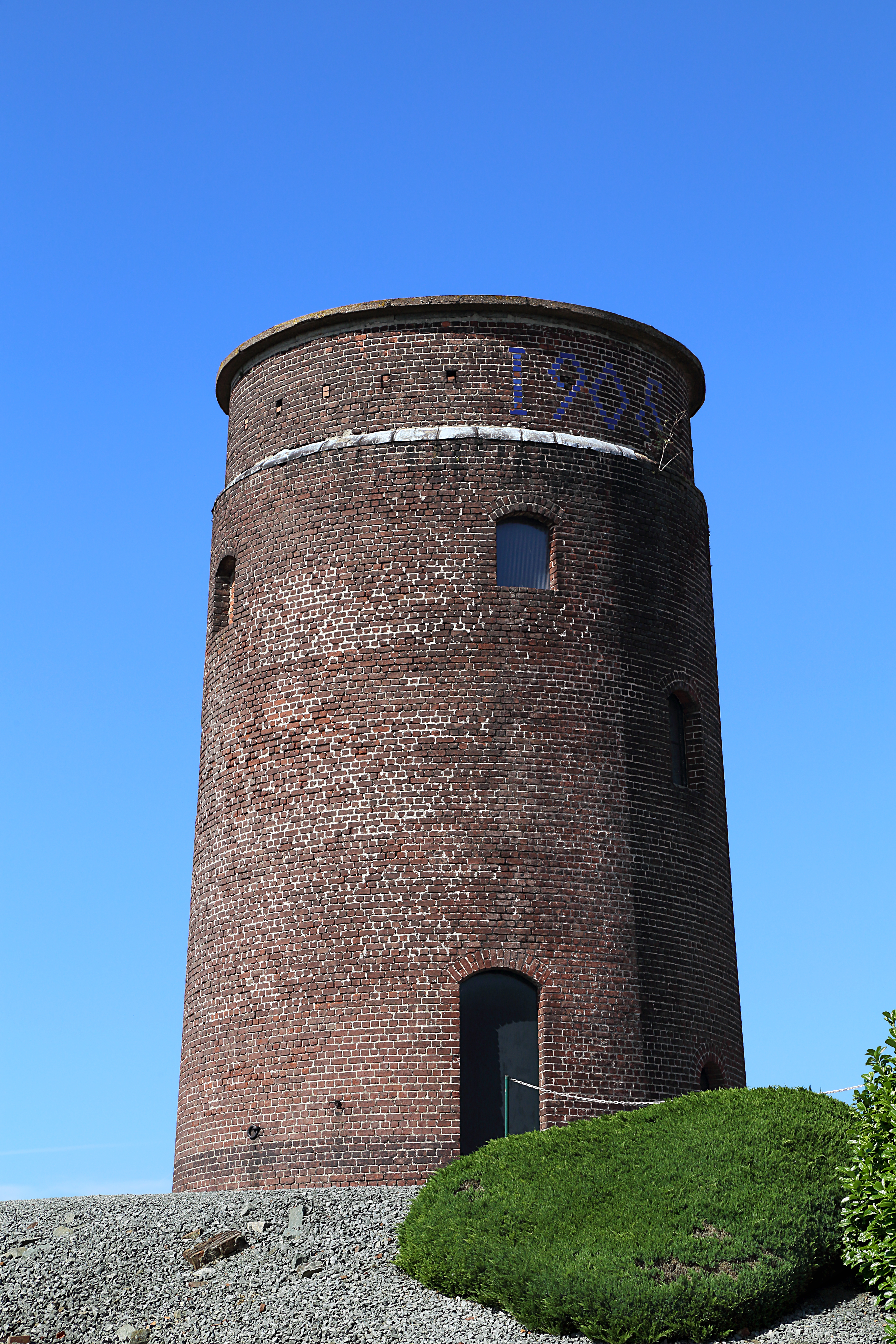
Tombroekmolen.
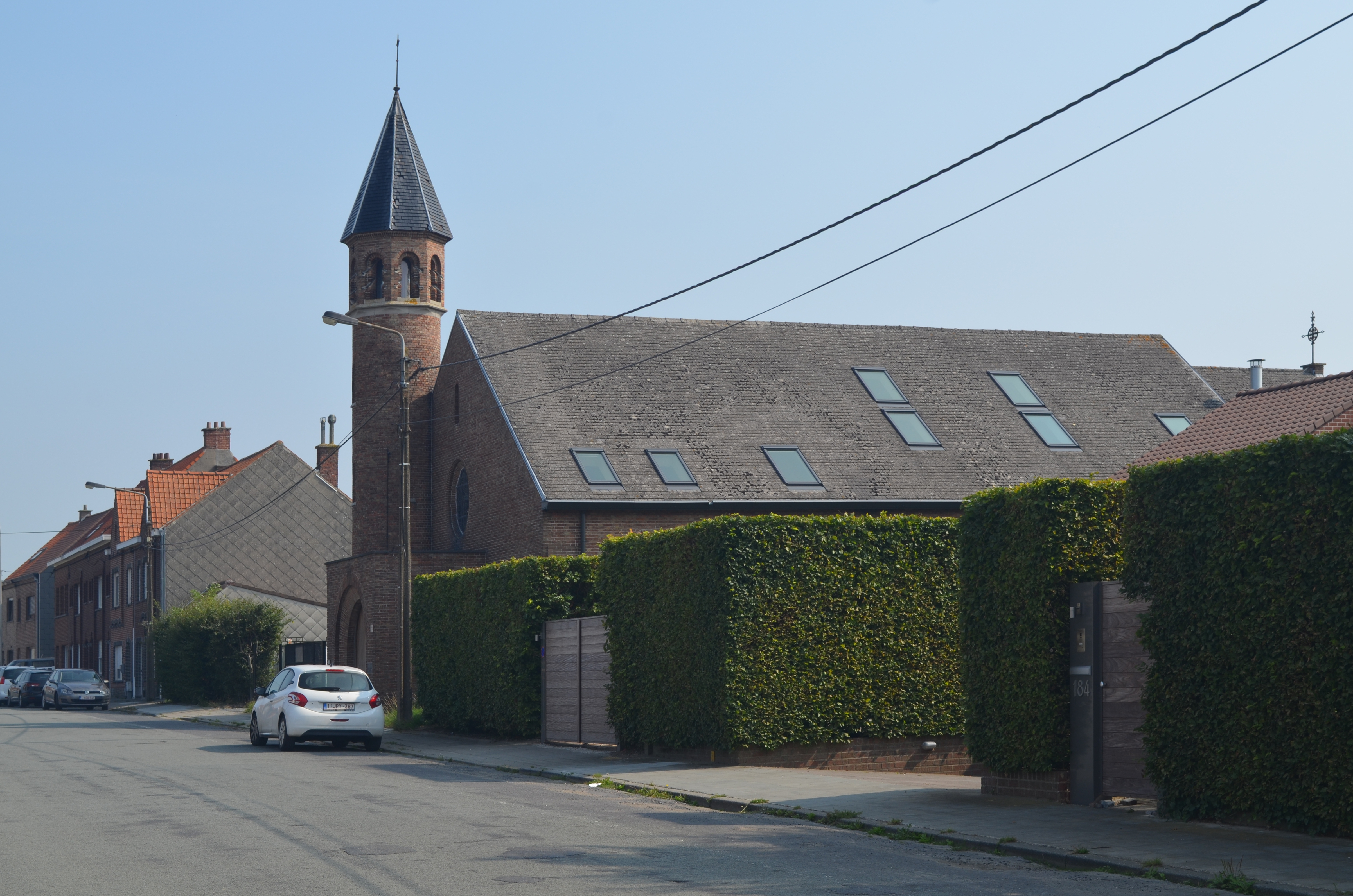
Sint-Eligiuskapel.
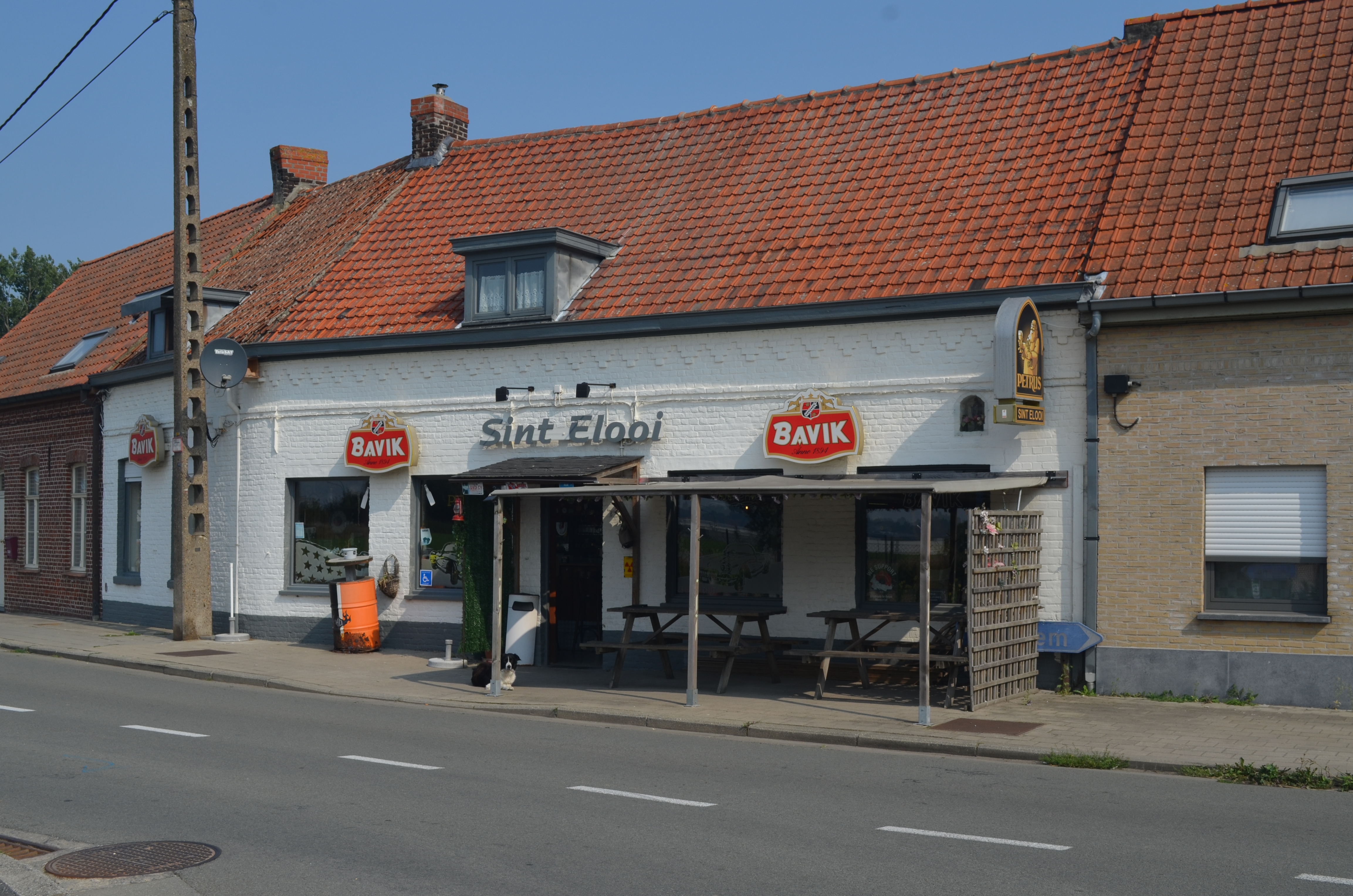
Sint-Elooi, café in het Vlaamse gedeelte van het gehucht.

## Bezienswaardigheden
- Tombroekmolen
- Sint-Eligiuskapel

## Nabijgelegen kernen
Rollegem, Lowingen (Luingne), Dottenijs